# Australodiscus (algue)
Pour les articles homonymes, voir Australodiscus.
Genre
Australaudiscus est un genre d’algues diatomées fossiles de l’Éocène, de la famille des Triceratiaceae.

## Liste d’espèces
Selon AlgaeBase (13 novembre 2017) et Paleobiology Database (13 novembre 2017) :
- Australodiscus peruvianus V.Porguen & M.J.Sullivan (espèce type)